# 日本ガス
日本ガス株式会社（にほんガス、登記上の商号: 日本瓦斯株式会社）は、鹿児島県鹿児島市中央町に本社を置く、鹿児島市をエリアとする一般ガス事業者である。
中小ガス事業者ながら、九州エリアでは西部ガスと並び独自に液化天然ガスを調達し専用のタンカーで運搬輸送する独自性も見せる。名前に「日本」が含まれていることや同名の都市ガス会社が東日本にある（日本瓦斯を参照）事もあり、地元では日本全国にあると勘違いする人もいるが、後述するように日窒コンツェルン傘下の日本水電のガス部門から分離したことからこの名がついている。
企業キャッチフレーズは『ひと、ゆめ、暮らし』。

## 沿革
- 1910年（明治43年）7月10日 - 鹿児島瓦斯株式会社設立。初代社長福澤桃介[2]。
- 1911年（明治44年）2月19日 - 鹿児島瓦斯開業[2]。
- 1913年（大正2年）8月17日 - 鹿児島瓦斯を含む九州・中国地方のガス会社10社が合併し西部合同瓦斯（西部ガスの前身）が発足[3]。
- 1918年（大正7年）1月 - 鹿児島電気（電気工業瓦斯）が西部合同瓦斯から鹿児島市における事業を買収[4]。
- 1928年（昭和3年）5月 - 日本水電が鹿児島電気のガス事業を買収[5]。
- 1941年（昭和16年）8月27日 - 日本水電のガス部門が独立し、日本瓦斯株式会社設立。

## 供給地域
- 鹿児島県鹿児島市
- 鹿児島県姶良市平松の一部

## 関連会社
- 日本ガス住設
- 日本ガスエネルギー
- 日本ガスプランテック
- ニチガスサービス
- ニチガスクリエート
- 出水ガス

出水市街地周辺地域が供給地域。
- 国分隼人ガス

霧島市隼人町一帯が供給地域で、同市国分地域は南日本ガスの地域。
- 南九州ガスターミナル
- ニチガスアドバンス
- エルグ・テクノ